# Kasongo
Kasongo este un oraș în  provincia Maniema, Republica Democrată Congo. În 2012 avea o populație de 56 877 de locuitori, iar în 2004 avea 47 149.